# Jeison Wallace
Jeison Mendes da Silva Ribeiro (Recife, 31 de janeiro de 1966), mais conhecido pelo nome artístico Jeison Wallace, é um ator, diretor e humorista brasileiro, famoso por sua personagem "Cinderela", que popularizou o bordão "Oxe, mainha!". Apresentava o programa Papeiro da Cinderela, exibido pela TV Jornal.
Em 2013 foi contratado pela TV Clube, afiliada da Rede Record em Pernambuco, para apresentar o programa Clube da Cinderela. No entanto, em 2014 entrou em acordo com a TV Jornal e retornou à emissora para apresentar o Papeiro da Cinderela.
O bordão "bate, peitinho!", que também é usado tanto por seu personagem "Cinderela" – bem como pelos humoristas do Pânico na TV, Ceará e Vesgo em suas aparições – é, de fato, uma criação sua (o que foi confirmado pelo humorista Ceará em entrevista).

## Carreira
O ator começou seu sucesso na Trupe do Barulho em 1991, com o espetáculo Cinderela, a história que sua mãe não contou, e ficou conhecido por atuar em espetáculos no estilo besteirol. Sua principal personagem, a "Cinderela", já é famosa em Pernambuco desde o começo da década de 1990.
Entre 2004 e 2013 ele apresentou o programa Papeiro da Cinderela, que foi atração fixa da grade da TV Jornal. Sua última aparição na emissora foi em 30 de abril de 2013, e já em maio a TV Clube anunciava a contratação do humorista.
Em setembro de 2014, Wallace acertou seu retorno à TV Jornal, que além dele receber um salário maior, passou a ter uma estrutura melhor que na TV Clube, da onde rescindiu por estar incomodado que a emissora não tenha permitido que seu programa fosse apresentado ao vivo. A reestreia na TV Jornal ocorreu em novembro de 2014. No Papeiro da Cinderela, Wallace faz humor, brincadeiras, distribui prêmios e recebe convidados.
Uma peça sua, Cinderela, a história que sua mãe não contou, foi o espetáculo teatral mais visto em Recife nos anos 1990 e ficou em cartaz por nove anos consecutivos. Já em 2009 ele estreou o espetáculo Cinderela em: o voo do riso, e em 2010 esteve em cartaz com a peça Em Briga de marido e mulé, ninguém mete..., junto com o humorista paraibano Nairon Barreto.
A carreira televisiva em rede nacional aconteceu depois de apresentações-relâmpago no Programa do Ratinho, no SBT, entre 2011 e 2012. Nos mesmos anos Wallace foi convidado a fazer parte fixa do Programa da Eliana, no qual ganhou um quadro de 40 minutos intitulado "Castelo da Cinderela".
Em novembro de 2023, após quase 20 anos, a TV Jornal anunciou o desligamento do Papeiro da Cinderela de sua grade de programação. Jeison, no entanto, continuará como contratado da emissora, mas apenas para eventos e coberturas de datas comemorativas.
Juntamente com a Trupe do Barulho, criou a Banda Pão com Ovo, na qual lançou alguns CDs como "Me dá teu Caneco" e "Oxe, Mãinha".

## Reconhecimento
Sua personagem "Cinderela" ganhou uma versão em Boneco de Olinda, que pode ser vista na Embaixada dos Bonecos Gigantes em Olinda.

## Cronologia da carreira

### Televisão
| Ano       | Obra                 | Papel     | Emissora  |
| --------- | -------------------- | --------- | --------- |
| 2004      | Muito Mais           | Cinderela | TV Jornal |
| 2004–2013 | Papeiro da Cinderela | Cinderela | TV Jornal |
| 2009      | Pânico na TV         | Cinderela | RedeTV!   |
| 2011–2012 | Programa Eliana      | Cinderela | SBT       |
| 2011–2012 | Programa do Ratinho  | Cinderela | SBT       |
| 2013–2014 | Clube da Cinderela   | Cinderela | TV Clube  |
| 2014–2023 | Papeiro da Cinderela | Cinderela | TV Jornal |
| 2020      | Tá Puxado            | Cinderela | TV Jornal |
| 2023      | Juninas              | Cinderela | TV Tambaú |

### Cinema
| Ano  | Obra                     | Papel    |
| ---- | ------------------------ | -------- |
| 1999 | Texas Hotel              | Travesti |
| 2021 | Lucicreide Vai pra Marte | Jandira  |